# Vojtěch Jiří Voračický z Paběnic
Vojtěch Jiří Voračický z Paběnic (německy Adalbert Georg Woracziczky von Babienitz, 1648–1687) byl český šlechtic z rodu Voračických z Paběnic.

## Život
Narodil se jako syn Jana Lipolta a jeho manželky Anny Magdaleny, rozené Kořenské z Terešova.
Roku 1661 dokončil vzdělání u jezuitů v Jindřichově Hradci a v roce 1668 vykonal přísahu a převzal panství Proseč, Čížkov. V roce 1669 zakoupil Dolní Kralovice, v roce 1675 Myslov a v roce 1677 prodal Kralovice i Proseč s Čížkovem a Myslovem a následně koupil Vlastějovice, které v roce 1686 prodal. V témže roce koupil Dobřejovice a Proseč.
Sloužil v císařské armádě, nejprve jako rytmistr a později dosáhl hodnosti podplukovníka a stal se také komorníkem v Bavorském kurfřtství.
Vojtěch Jiří Voračický z Paběnic zemřel v roce 1687.

### Rodina
Vojtěch Jiří Voračický byl třikrát ženat. Potomky měl pouze ze druhého a třetího manželství:
1. Juliana Františka Stošovna z Kounic († 1670)
2. Kateřina Malovcová z Malovic († 1674)
  1. Antonín († asi 1758)
3. Terezie Antonie z Kaiseršteina
  1. František Helfrýd (* 23. listopadu 1677)
  2. Vojtěch Ferdinand
  3. Leopold Karel